# Тарас Шевченко (золота монета)
«Тара́с Шевче́нко» — золота пам'ятна монета Національного банку України номіналом 200 гривень, присвячена пам'яті видатного українського поета, художника і мислителя Тараса Григоровича Шевченка (1814–1861).
Монету введено в обіг 12 березня 1997 року. Вона належить до серії «Видатні особистості України».

## Опис монети та характеристики
| Номінал грн. | Метал            | Маса, г       | Діаметр, мм | Якість виготовлення | Гурт    | Тираж, штук |
| ------------ | ---------------- | ------------- | ----------- | ------------------- | ------- | ----------- |
| 200          | золото 900 проби | 15,55 / 17,28 | 25,00       | пруф                | гладкий | 10 000      |

### Аверс
На аверсі монети в центрі кола, утвореного намистовим візерунком, розміщено зображення малого Державного Герба України в обрамленні з двох боків гілок калини. Над гербом розміщена дата «1996» — рік карбування монети. По колу монети написи: вгорі «УКРАЇНА», внизу у два рядки «200 ГРИВЕНЬ».

### Реверс

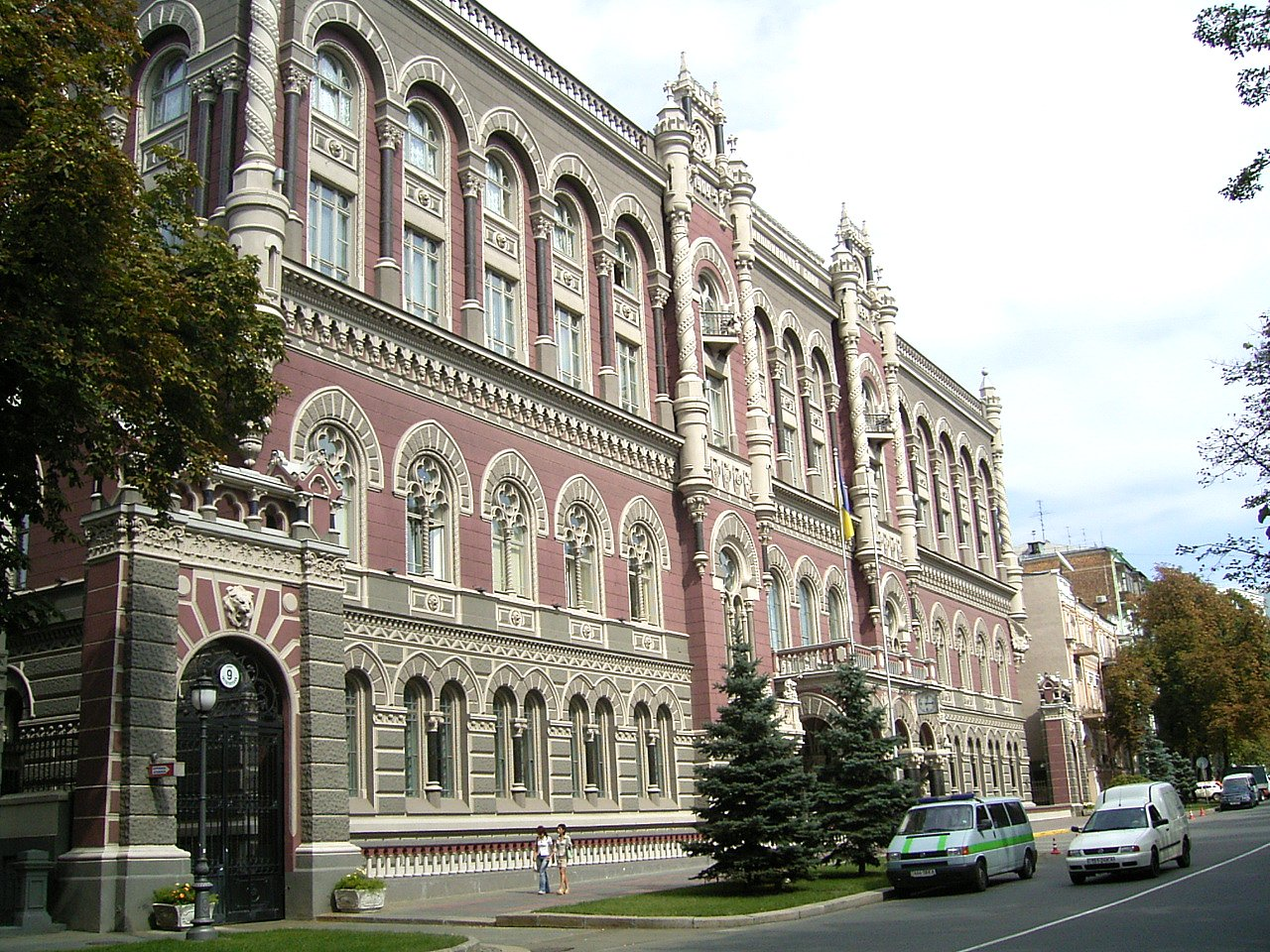
Будівля Національного банку України

На реверсі монети у центрі поля зображено портрет Т. Шевченка, під яким міститься автограф поета. Поряд з портретом співаючий кобзар з хлопчиком-поводирем біля сільської хати. Угорі по колу напис «Т. Г. ШЕВЧЕНКО 1814—1861», унизу розміщені позначення й проба дорогоцінного металу «Au 900» та його вага у чистоті «15,55».

## Автори
- Художники: Івахненко Олександр (аверс), Міненок Сергій (реверс).
- Скульптори: Райтер Кріста (аверс), Цанашка А. (реверс).

## Вартість монети
Ціна монети — 7528 гривень, була вказана на сайт Національного банку України у 2011 році.
Фактична приблизна вартість монети, з роками змінювалася так:
| Рік        | 2010  | 2011  | 2012  | 2013  | 2014  | 2015   | 2016   | 2017   | 2018   | 2019   | 2020   | 2021   | 2022   | 2023   | 2024   | 2025   |
| ---------- | ----- | ----- | ----- | ----- | ----- | ------ | ------ | ------ | ------ | ------ | ------ | ------ | ------ | ------ | ------ | ------ |
| Ціна, грн. | 6 000 | 7 500 | 8 500 | 8 400 | 9 200 | 18 000 | 18 600 | 16 900 | 19 900 | 21 400 | 26 000 | 28 000 | 43 500 | 47 700 | 58 000 | 82 000 |